# ۹۳۲ (خورشیدی)
۹۳۲ نهصد و سی و دومین سال هجری خورشیدی است.